# 周熠
周熠（1983年5月7日—），是中国足球运动员，曾经入选过中国国青队。

## 简介
周熠出生于武汉，不过在1997年被广东名峰选中，此后曾随队参加香港联赛，又曾赴新加坡效力。2005年初，周熠重返中国被武汉队签下。2009年初由于武汉光谷被取消联赛资格而转会到刚刚升入中甲的沈阳东进。2010年周熠加盟中甲升班马湖北绿茵，次年球队易名为武汉中博，周熠继续在球队効力。2012年，周被租借到中乙新军湖北华凯尔。
| 體育角色      | 體育角色                             | 體育角色    |
| ------------- | ------------------------------------ | ----------- |
| 前任： 无     | 湖北华凯尔足球俱乐部队长 2012-2013年 | 繼任： 蔡曦 |
| 前任： 曹添堡 | 深圳人人雷曼足球俱乐部队长 2017-     | 繼任： 现任 |